# Popular Mechanics

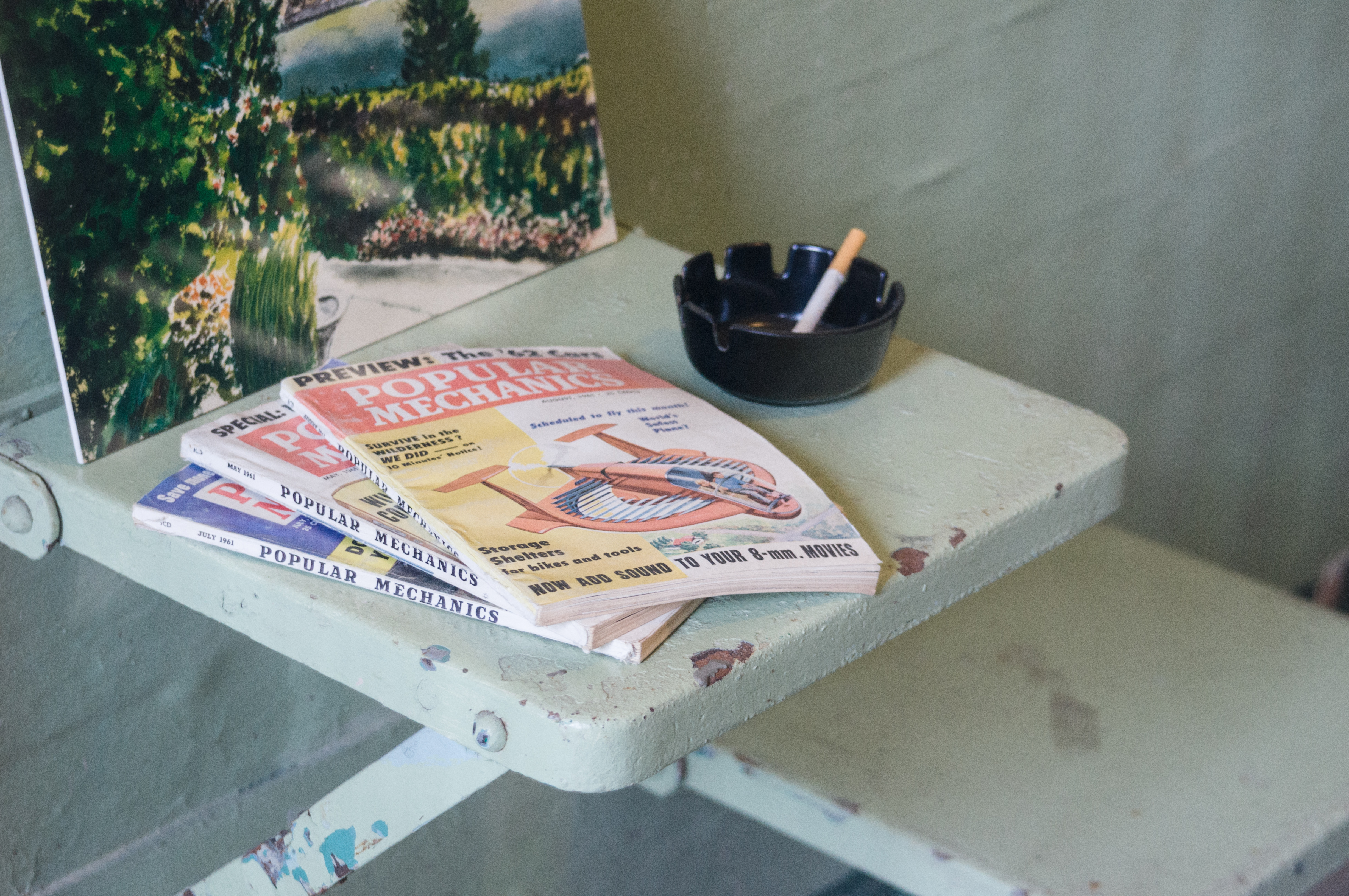
Ediciones de Popular Mechanics en la Prisión Federal de Alcatraz.

Popular Mechanics (en español: Mecánica Popular) es una revista estadounidense dedicada a temas de ciencia y tecnología. En la actualidad pertenece a Hearst Communications. También existió desde 1947 una edición para Latinoamérica y una edición recientemente formada para el sur de África.

## Historia
La primera edición de Popular Mechanics apareció en Chicago el 11 de enero de 1902, y fue publicada por Henry Haven Windsor. Durante sus 2 primeros años, se distribuyó de forma semanal, e inicialmente consistía en una selección de trozos técnicos escogidos de otras publicaciones y comentarios del propio Windsor. En la portada siempre aparecía una fotografía o ilustración grande. Al cabo de un año, la circulación semanal de la revista había aumentado de unos cientos de ejemplares hasta las 20.000 copias. Para 1909, la circulación mensual de la revista ya lograba los 200.000 ejemplares y seguía aumentando.
En 1911, Popular Mechanics adoptó el formato de 16,5 x 22,8 cm. (6,5 x 9"), el cual duraría durante muchos años, y en cada portada se mostraba un dibujo a color a página completa de algún tema tecnológico.
Al finalizar la Segunda Guerra Mundial, la circulación de Popular Mechanics ascendió casi inmediatamente, desde los 750.000 ejemplares hasta más del millón de copias.
En la década de 1950 la revista fue adquirida por Hearst Communications. En enero de 1973, Popular Mechanics cambió nuevamente su formato, adquiriendo las dimensiones actuales (27,4 x 19,8 cm.).
Popular Mechanics posee secciones regulares con temáticas de automóviles, hogar, exteriores, ciencia y tecnología. Una columna recurrente en la edición estadounidense es "Jay Leno's Garage" en la cual se presentan comentarios y observaciones del afamado conductor de late-show y entusiasta del automovilismo y la mecánica.
Las grandes revistas competidoras de Popular Mechanics son Popular Science, Family Handyman y American Woodworker.

## Edición latinoamericana
La primera edición en español (y destinada para Latinoamérica) de la revista Popular Mechanics salió a la luz en mayo de 1947. Se titulaba Mecánica Popular, y fue publicada por Editorial Técnica, S. de R.L., en la Ciudad de México. En la edición latinoamericana se puso mayor énfasis en la vida doméstica y las ventajas de la tecnología para ella, aunque también mostraba las últimas tendencias en automóviles y tecnología así como una sección fotográfica llamada La foto del mes. La revista se imprimía bajo el mismo formato que la edición estadounidense, con las mismas medidas de tamaño.
En enero de 1962, Mecánica Popular cambió su formato al actual (11 años antes de que lo hiciera la edición norteamericana). Con este cambio, la revista se puso al mismo nivel editorial que otras revistas contemporáneas, y con ello aumentó su circulación paulatinamente.
En Venezuela era distribuida por el Bloque Dearmas y además tuvo una revista derivada llamada Cómo cuidar su automóvil, especializada en mecánica automotriz que explicaba como reparar las fallas en los vehículos (en realidad se trataba de un compilado de las secciones de mecánica automotriz de esta revista). Desde 1960 hasta el año 1998, la revista fue impresa en Venezuela, por Editora Continental, empresa perteneciente al Bloque Dearmas y posteriormente, por Editorial Televisa Venezuela.
A inicios de la década de 2000, Mecánica Popular cambió su nombre, pasándose a llamar Popular Mechanics, al igual que su par estadounidense.
La versión latinoamericana de "Popular Mechanics" se dejó de publicar desde agosto de 2010. Editorial Televisa S.A, responsable de su edición y distribución para Latinoamérica, nunca ha dado las razones de aquella decisión.